# Associazione Calcio Siena 1935-1936
Questa voce raccoglie le informazioni riguardanti l'Associazione Calcio Siena nelle competizioni ufficiali della stagione 1935-1936.

## Stagione
Al suo primo campionato di Serie B, il Siena terminò 16º su diciotto squadre, retrocedendo in C.

## Divise
| 1ª divisa |

## Organigramma societario
Area direttiva
- Presidente: Aldo Sampoli

Area tecnica
- Allenatore: Heinrich Bachmann

## Rosa
| N. |                   | Ruolo | Calciatore       |
| -- | ----------------- | ----- | ---------------- |
|    | Italia (bandiera) | P     | Rino Ancilli     |
|    | Italia (bandiera) | P     | Loris Borgioli   |
|    | Italia (bandiera) | P     | Viviano Viviani  |
|    | Italia (bandiera) | D     | Bruno Carbonelli |
|    | Italia (bandiera) | D     | Giovanni Felini  |
|    | Italia (bandiera) | D     | Ranieri Ghelardi |
|    | Italia (bandiera) | D     | Wando Persia (I) |
|    | Italia (bandiera) | C     | Edoardo Carosi   |
|    | Italia (bandiera) | C     | Vincenzo Chiodi  |
|    | Italia (bandiera) | C     | Adolfo Dusi      |
|    | Italia (bandiera) | C     | Alberto Macchi   |
|    | Italia (bandiera) | C     | Mario Olenich    |

| N. |                   | Ruolo | Calciatore         |
| -- | ----------------- | ----- | ------------------ |
|    | Italia (bandiera) | A     | Orio Baccarini     |
|    | Italia (bandiera) | A     | Gastone Cazzaniga  |
|    | Italia (bandiera) | A     | Oreste Cioni       |
|    | Italia (bandiera) | A     | Augusto Cristina   |
|    | Italia (bandiera) | A     | Ottorino Dugini    |
|    | Italia (bandiera) | A     | Angelo Fenini      |
|    | Italia (bandiera) | A     | Waldemaro Giannini |
|    | Italia (bandiera) | A     | Gino Manni         |
|    | Italia (bandiera) | A     | Giuseppe Pelagatti |
|    | Italia (bandiera) | A     | Luciano Renoldi    |
|    | Italia (bandiera) | A     | Dante Romanenghi   |

## Risultati

### Serie B

#### Girone d'andata
| Siena 15 settembre 1935 | Siena              | 0 – 0 | Messina | Stadio Rino Daus\| Arbitro: \| Carminati (Milano) \| |
| Arbitro:                | Carminati (Milano) |       |         |                                                      |

| Arbitro: | Zelocchi (Modena) |

|                             |           |  |
| Cazzaniga 20’ Baccarini 60’ | Marcatori |  |

| Arbitro: | Fois (Roma) |

|                                        |           |             |
| Ferrara I 30’ (rig.), 44’ Costanzo 43’ | Marcatori | 25’ Renoldi |

| Arbitro: | Turbiani (Ferrara) |

|  |           |             |
|  | Marcatori | 76’ Cavazza |

| Arbitro: | Caironi (Milano) |

|                                                |           |  |
| Lemmetti 51’ Angelini 70’ Giorgetti 84’ (rig.) | Marcatori |  |

| Arbitro: | Mattea (Torino) |

|  |           |           |
|  | Marcatori | 77’ Biagi |

| Arbitro: | Scotti (Taranto) |

|                         |           |           |
| Romagnoli I 42’ Bon 59’ | Marcatori | 25’ Cioni |

| Siena 3 novembre 1935 | Siena         | 0 – 0 | Novara | Stadio Rino Daus\| Arbitro: \| Scarpi (Dolo) \| |
| Arbitro:              | Scarpi (Dolo) |       |        |                                                 |

| Arbitro: | Perani (Bergamo) |

|                                     |           |  |
| Ravizzoli 59’ Setti 75’ Mazzoni 87’ | Marcatori |  |

| Arbitro: | Gnocchini (Roma) |

|  |           |               |
|  | Marcatori | 49’ Massiglia |

| Arbitro: | Gondola (Fiume) |

|                                     |           |           |
| Patuzzi 46’ Bellini 59’ Ugolini 71’ | Marcatori | 42’ Manni |

| Arbitro: | Bertoli (Vicenza) |

|            |           |           |
| Fenini 83’ | Marcatori | 60’ Viani |

| Arbitro: | Cardinali (Milano) |

|                                                 |           |  |
| Alberico 50’, 63’, 84’ Degara 69’ Romagnolo 76’ | Marcatori |  |

| Arbitro: | Carminati (Milano) |

|               |           |  |
| Baccarini 39’ | Marcatori |  |

| Arbitro: | Bertolio (Torino) |

|               |           |  |
| Cioni 1’, 76’ | Marcatori |  |

| Arbitro: | Pasinati (Venezia) |

|                             |           |                      |
| Simonetti 62’ Cominelli 90’ | Marcatori | 39’ Cioni 85’ Dugini |

| Arbitro: | Gondola (Fiume) |

|           |           |             |
| Busin 57’ | Marcatori | 24’ Renoldi |

#### Girone di ritorno
| Arbitro: | Tonnetti (Roma) |

|                                 |           |                         |
| Gardini 15’ Re 56’ Ferretti 87’ | Marcatori | 7’ Macchi 10’ Baccarini |

| Arbitro: | Carnevali (Frascati) |

|                                           |           |  |
| Nicolosi 5’, 24’ (rig.) Franzoni 59’, 81’ | Marcatori |  |

| Siena 9 febbraio 1936 | Siena             | 0 – 0 | Livorno | Stadio Rino Daus\| Arbitro: \| Piccoli (Bologna) \| |
| Arbitro:              | Piccoli (Bologna) |       |         |                                                     |

| Pistoia 16 febbraio 1936 | Pistoiese        | 0 – 0 | Siena | Stadio Monteoliveto\| Arbitro: \| Scotti (Taranto) \| |
| Arbitro:                 | Scotti (Taranto) |       |       |                                                       |

| Siena 23 febbraio 1936 | Siena            | 0 – 0 | Viareggio | Stadio Rino Daus\| Arbitro: \| Pirovano (Monza) \| |
| Arbitro:               | Pirovano (Monza) |       |           |                                                    |

| Arbitro: | Marsciani (Modena) |

|                 |           |            |
| Conti 3’ Duè 5’ | Marcatori | 23’ Fenini |

| Arbitro: | Sassi (Roma) |

|                              |           |                                   |
| Baccarini 5’ Fenini 20’, 45’ | Marcatori | 23’ Battioni 35’ Villotti 49’ Bon |

| Arbitro: | Mauri (Como) |

|                       |           |           |
| Romano 6’ Mornese 55’ | Marcatori | 85’ Cioni |

| Arbitro: | Biancone (Roma) |

|            |           |  |
| Fenini 14’ | Marcatori |  |

| Arbitro: | Tonnetti (Roma) |

|                       |           |           |
| Colli 47’ Camerin 88’ | Marcatori | 83’ Cioni |

| Arbitro: | Bertolio (Torino) |

|                                                   |           |               |
| Renoldi 14’ Cristina 51’ Baccarini 61’ Macchi 68’ | Marcatori | 7’ Ancillotti |

| Arbitro: | Corradini (Bologna) |

|                                 |           |                  |
| Ricci 54’ Coppa 75’ Biagini 88’ | Marcatori | 67’ (aut.) Ricci |

| Arbitro: | Mazza (Torre del Greco) |

|                                  |           |                        |
| Dusi 11’ Cristina 37’ Fenini 48’ | Marcatori | 8’ Degara 44’ Demarchi |

| Arbitro: | Tagliapietra (Padova) |

|                            |           |               |
| Calò 60’ Torti II 85’, 90’ | Marcatori | 29’ Baccarini |

| Arbitro: | Gnocchini (Como) |

|  |           |           |
|  | Marcatori | 39’ Cioni |

| Arbitro: | Soliani (Genova) |

|                                        |           |  |
| Fenini 69’ Cioni 70’, 87’ Cristina 79’ | Marcatori |  |

| Arbitro: | Mazza (Torre del Greco) |

|                                        |           |               |
| Baccarini 15’, 84’ Dusi 43’ Fenini 53’ | Marcatori | 8’ Bianchi II |

### Coppa Italia

#### Terzo turno eliminatorio
| Arbitro: | Biancone (Roma) |

|                                                                |           |  |
| Costanzo 10’ Montanari 20’, 58’ Neri II 30’ Garaffa 36’ (rig.) | Marcatori |  |

## Statistiche

### Statistiche di squadra
| Competizione | Punti | In casa | In casa | In casa | In casa | In casa | In casa | In trasferta | In trasferta | In trasferta | In trasferta | In trasferta | In trasferta | Totale | Totale | Totale | Totale | Totale | Totale | DR  |
| Competizione | Punti | G       | V       | N       | P       | Gf      | Gs      | G            | V            | N            | P            | Gf           | Gs           | G      | V      | N      | P      | Gf     | Gs     | DR  |
| ------------ | ----- | ------- | ------- | ------- | ------- | ------- | ------- | ------------ | ------------ | ------------ | ------------ | ------------ | ------------ | ------ | ------ | ------ | ------ | ------ | ------ | --- |
| Serie B      | 27    | 17      | 8       | 6       | 3       | 27      | 11      | 17           | 1            | 3            | 13           | 12           | 40           | 34     | 9      | 9      | 16     | 39     | 51     | -12 |
| Coppa Italia |       | -       | -       | -       | -       | -       | -       | 1            | 0            | 0            | 1            | 0            | 5            | 1      | 0      | 0      | 1      | 0      | 5      | -5  |
| Totale       | -     | 17      | 8       | 6       | 3       | 27      | 11      | 18           | 1            | 3            | 14           | 12           | 45           | 35     | 9      | 9      | 17     | 39     | 56     | -17 |

### Statistiche dei giocatori[1]
| Giocatore     | Serie B  | Serie B | Coppa Italia | Coppa Italia | Totale   | Totale |
| Giocatore     | Presenze | Reti    | Presenze     | Reti         | Presenze | Reti   |
| ------------- | -------- | ------- | ------------ | ------------ | -------- | ------ |
| R. Ancilli    | 1        | -2      | -            | -            | 1        | -2     |
| O. Baccarini  | 27       | 7       | -            | -            | 27       | 7      |
| L. Borgioli   | 30       | -46     | -            | -            | 30       | -46    |
| B. Carbonelli | 18       | 0       | -            | -            | 18       | 0      |
| E. Carosi     | 10       | 0       | -            | -            | 10       | 0      |
| G. Cazzaniga  | 10       | 1       | 1            | 0            | 11       | 1      |
| V. Chiodi     | 24       | 0       | 1            | 0            | 25       | 0      |
| O. Cioni      | 30       | 8       | 1            | 0            | 31       | 8      |
| A. Cristina   | 17       | 5       | -            | -            | 17       | 5      |
| O. Dugini     | 11       | 1       | 1            | 0            | 12       | 1      |
| A. Dusi       | 33       | 2       | 1            | 0            | 34       | 2      |
| G. Felini     | 33       | 0       | 1            | 0            | 34       | 0      |
| A. Fenini     | 21       | 8       | -            | -            | 21       | 8      |
| R. Ghelardi   | 8        | 0       | 1            | 0            | 9        | 0      |
| W. Giannini   | 3        | 0       | -            | -            | 3        | 0      |
| A. Macchi     | 26       | 2       | 1            | 0            | 27       | 2      |
| G. Manni      | 10       | 1       | 1            | 0            | 11       | 1      |
| M. Olenich    | 14       | 0       | -            | -            | 14       | 0      |
| G. Pelagatti  | 4        | 0       | -            | -            | 4        | 0      |
| W. Persia (I) | 13       | 0       | -            | -            | 13       | 0      |
| L. Renoldi    | 25       | 3       | 1            | 0            | 26       | 3      |
| D. Romanenghi | 3        | 0       | -            | -            | 3        | 0      |
| V. Viviani    | 3        | -4      | 1            | -5           | 4        | -9     |